# Konstantínos Samáras
Pour les articles homonymes, voir Samaras.
Konstantínos Samáras (en grec moderne : Κωνσταντίνος Σαμάρας) né le 18 mai 1984 à Nicosie à Chypre, est un footballeur chypriote. Il occupe le poste de défenseur pour l'équipe de l'Olympiakos Nicosie. 

## Biographie
Il est né le 18 mai 1984 à Nicosie. Il mesure 1,83 m et fait 79 kg.

## Carrière
- 2003-2009 :  Anorthosis Famagouste
- 2009- :  APOP Kinyras Peyias FC